# Habronemosis
Habronemosis (o habronemiasis) es una infección con gusanos nematodos del género  Habronema, parásitos en el estómago  de los caballos, cuyas larvas pueden llegar a la piel de estos animales y producir dermatitis y una variedad de granulomas.
Puede ser causado por parásitos, principalmente moscas e insectos, que durante el verano o la primavera depositan larvas dentro de la piel del animal, segregando bacterias que actúan como un cauterizador natural cutáneo, quemando e irritando las zonas de la piel donde el animal es más vulnerable (heridas, zonas húmedas).

## Síntomas
- Dermatitis aguda
- Dermatitis granulomatosa
- Dermatitis  ulcerativa

La habronema se localiza usualmente dentro de los pliegues del vientre y patas del animal, así como también en las supuras generadas por la fricción del sillín con la piel. Estas erupciones suelen ser de color rosado, de 7cm a 10cm y sobresalen sobre la superficie cutánea

## Tratamiento
- Ivermectina
- Soluciones antiparasitarias[2]